# Saragnano
Saragnano  è una frazione del comune di Baronissi, in provincia di Salerno.

## Geografia fisica

### Posizione
Sorge nella zona ovest della valle dell'Irno, tra Capriglia e il capoluogo Baronissi, lungo la strada provinciale n°27, vicina all'altra piccola frazione baroniense di Capo Saragnano. È l'ultima frazione del comune di Baronissi, prima di accedere a quello di Pellezzano.

### Casali

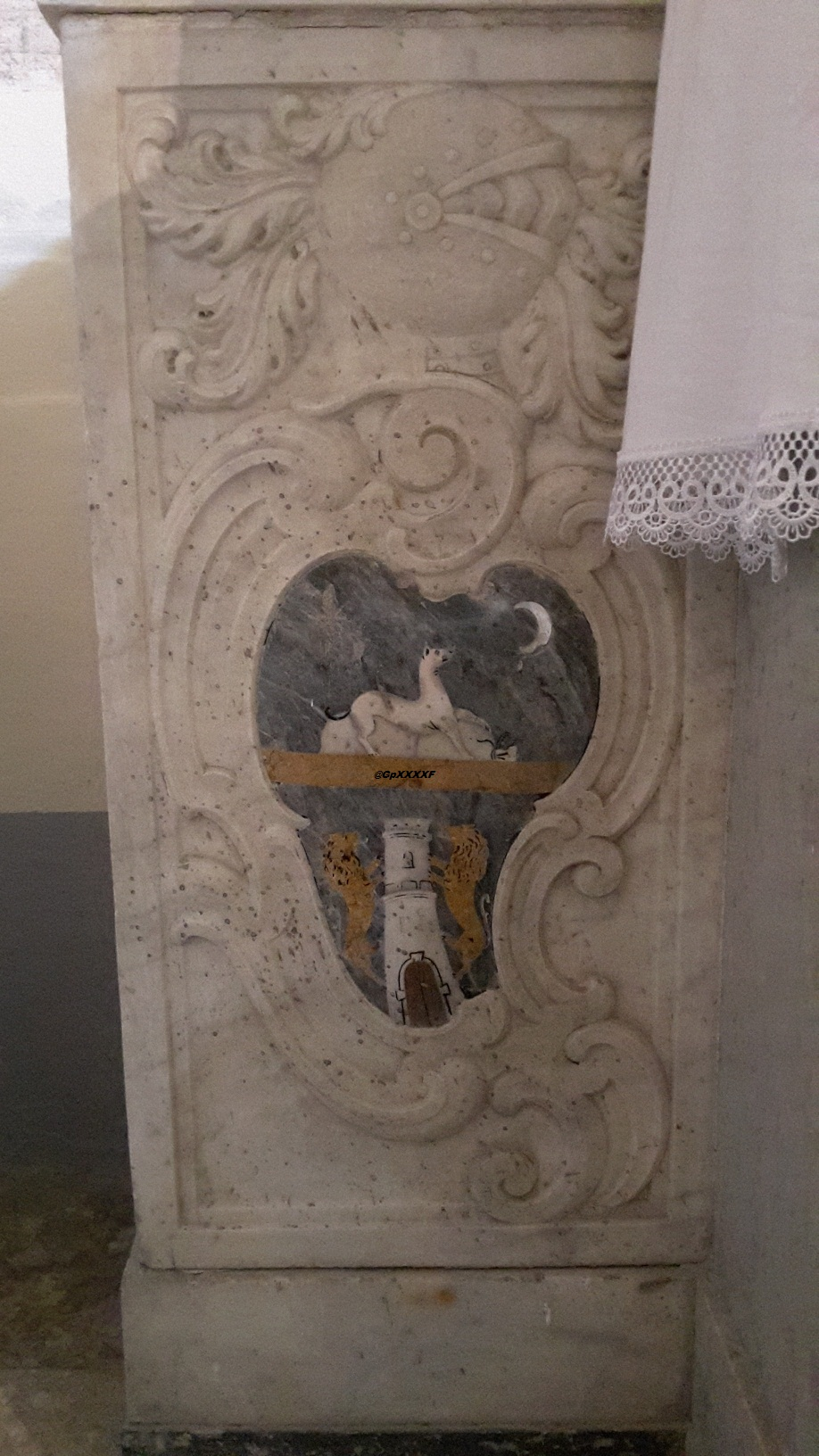
Stemma di casa Farina di Saragnano

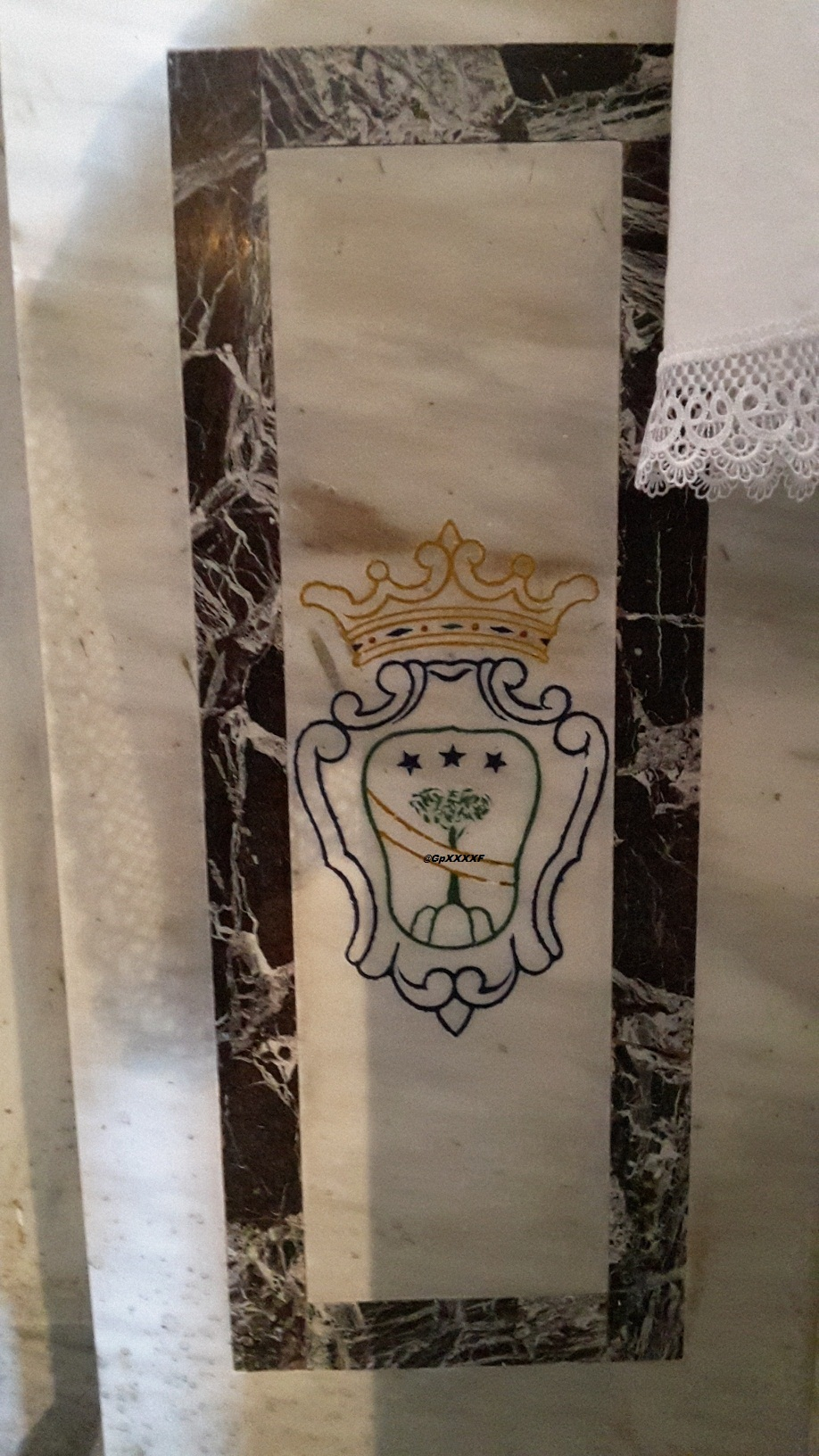
Stemma di Casa Siniscalco da Saragnano

È caratterizzata dalla presenza di microfrazioni, i cosiddetti Casali, il cui nome indica la famiglia nobile che lì aveva il suo palazzo e che gestiva l'attività economica principale della zona. I Casali di Saragnano sono Casal Barone, Casal Siniscalco e Casal Farina. I primi 2 sono attualmente frazioni.

## Manifestazioni
Il 16 agosto, la frazione festeggia il santo a cui è intitolata la piccola chiesa del paese, san Rocco, che è patrono della valle dell'Irno. In questo giorno vengono celebrate delle messe, che solitamente coprono come orario, l'intera mattinata (dalle 7 alle 11), ed è prevista anche una messa alle 19 per quei fedeli che la mattina escono presto di casa. Nella domenica successiva al 16, viene tenuta la solenne e antica processione, in cui la statua di san Rocco attraversa non solo l'intero paese ma pure la vicina Capo Saragnano, i Casali e Baronissi. La processione è accompagnata da oltre 20 anni dalla banda musicale di Santa Maria La Nova.

## Sport
All'uscita del paese ed in direzione Baronissi, esiste sulla sinistra una piccola nicchia con una Madonnina; da qui salendo si arriva all'ingresso del Centro sportivo SS. Salvatore, fondato negli anni '70 da padre Antonio Tagliaferri. Il Centro ha ospitato gli allenamenti della Salernitana squadra della vicina Salerno , in qualche occasione.